# Шахраї (фільм, 1914)
«Шахраї» (англ. The Crooks) — американська короткометражна кінокомедія режисера Ромейна Філдінга 1914 року.

## У ролях
- Ромейн Філдінг — детектив
- Ейлін Седжвік — місіс Голдбалл
- Едвард Седжвік — містер Голдбалл